# Михайлис, Юрий Владимирович
Юрий Владимирович Михайлис (род. 23 апреля 1969, Караганда) — казахстанский хоккеист, выступавший на позиции защитника. Тренер.

## Биография

### Игровая карьера
Начал заниматься хоккеем у тренера С. И. Махинько, который пришёл в школу, где учился Михайлис, чтобы набрать команду, и записал его. Тренировались на улице, команда называлась «Гранит». Позже попал в хоккейный спецкласс 63-й школы Караганды. Не бросил хоккей и в армии, по выходным играл в первенство города Приозёрск, в котором служил. Когда вернулся — начал выступать за главную команду Караганды — «Автомобилист». Игровую карьеру провел на позиции защитника. В 1998 году в Караганду со своей командой из Орска приехал тренер Куканов Р. и пригласил ряд игроков к себе, в том числе Юрия Михайлиса. Так он оказался в «Южном Урале», который выступал в Высшей лиге России. К 2003 году ситуация с хоккеем в Казахстане изменилась к лучшему, в Караганде появилась команда «Казахмыс» и Юрия Михайлис перешел туда. После двух сезонов за «Казахмыс» тренер Картаев А. предложил пройти обучение в высшей школе тренеров, на что Юрий Михайлис согласился.

### Тренерская карьера
Тренерскую карьеру начал в 2007-м году. Проработал в системе ХК «Барыс» 15 лет. Тренировал команды «Барыс-2», «Снежные Барсы», «Номад». В 2007 году начал работать вторым тренером Барыса. Команда тогда только вышла в высшую лигу. На следующий год «Барыс» вступил в КХЛ. Большая часть тренерской карьеры связана с «Номадом», фарм-клубом «Барыса», выступающим в чемпионате Казахстана. В 2017 году «Номад» стала чемпионом Казахстана, а также завоевала серебряные медали на Континентальном Кубке-2017/18. Затем Юрий Михайлис провел с «Номадом» дебютную кампанию в чемпионате ВХЛ. В Конференции-2 команда заняла 14-е место из 16.
Работал со сборными командами Казахстана. В качестве члена тренерского штаба Михайлис приводил казахстанские сборные к наградам юношеских, молодежных и взрослых чемпионатов мира, а также Универсиады (2017 и 2019) и Азиатских игр. В 2017 году Михайлис тренировал студенческую сборную Казахстана на домашней Универсиаде в Алматы.
После руководства «Барысом» с 2020 по 2022 год Юрий Михайлис решил взять отпуск.

## Семья
Сын — Никита Михайлис, также хоккеист.

## Достижения
- Чемпион ФХР Высшей лиги чемпионата России по хоккею с шайбой (1999)[11].
- Серебряный призёр Высшей лиги (2000).
- Бронзовый призёр юниорского чемпионата мира, первый дивизион (2011, 2014).
- Серебряный призёр юниорского чемпионата мира, первый дивизион (2012).
- Серебряный призёр молодёжного чемпионата мира (2014).
- Чемпион Казахстана (2017).
- Победитель молодёжного чемпионата мира (группа B) (2017).
- Серебряный призёр Универсиады (2017).
- Бронзовый призёр чемпионата мира, первый дивизион (2018).
- Серебряный призёр чемпионата Казахстана (2018, 2019).